# Columbus (Illinois)
Columbus – wieś w USA, w stanie Illinois, w hrabstwie Adams. Według spisu z 2000 wioskę zamieszkuje 112 osób. Niemal ćwierć wieku później (2023 r.) liczba mieszkańców pozostała niezmieniona - nadal jest ich 112.

## Geografia
Wioska zajmuje powierzchnię 0,57 km², całość stanowi ląd.

## Demografia
Według spisu z 2000 roku wioskę zamieszkuje 112 osób skupionych w 42 gospodarstwach domowych, tworzących 34 rodzin. Gęstość zaludnienia wynosi 173 osoby/km². W wiosce znajdują się 51 budynki mieszkalne, a ich gęstość występowania wynosi 78,8 mieszkania/km². Wioskę zamieszkuje 94,64% ludności białej, 5,36% Afroamerykanie.
W wiosce są 42 gospodarstwa domowe, w których 35,7% stanowią dzieci poniżej 18 roku życia żyjących z rodzicami, 78,6% stanowią małżeństwa, 4,8% stanowią kobiety nie posiadające męża oraz 16,7% stanowią osoby samotne. 14,3% wszystkich gospodarstw domowych składa się z jednej osoby oraz 9,5% żyjących samotnie ma powyżej 65 roku życia. Średnia wielkość gospodarstwa domowego wynosi 2,67 osoby, natomiast rodziny 2,91 osoby. 
Przedział wiekowy kształtuje się następująco: 24,1% stanowią osoby poniżej 18 roku życia, 8,9% stanowią osoby pomiędzy 18 a 24 rokiem życia, 29,5% stanowią osoby pomiędzy 25 a 44 rokiem życia, 19,6% stanowią osoby pomiędzy 45 a 64 rokiem życia oraz 17,9% stanowią osoby powyżej 65 roku życia.   Średni wiek wynosi 36 lat. Na każde 100 kobiet przypada 107,4 mężczyzn. Na każde 100 kobiet powyżej 18 roku życia przypada 97,7 mężczyzn.
Średni dochód dla gospodarstwa domowego wynosi 38 438 dolarów, a dla rodziny wynosi 38 125 dolarów. Dochody mężczyzn wynoszą średnio 31 250 dolarów, a kobiet 15 417 dolarów. Średni dochód na osobę w mieście wynosi 16 429 dolarów. Około 5,6% rodzin i 5,8% populacji żyje poniżej minimum socjalnego, z czego 8,3% jest poniżej 18 roku życia i 0% powyżej 65 roku życia.